# Île de Maiandeua
L'île de Maiandeua (en portugais : Ilha de Maiandeua) est une île brésilienne  dépendant de la municipalité de Maracanã, dans l'état du Pará. L'île est également connue sous le nom d'Algodoal. Elle est située à l'extrême nord du Brésil, à environ 200 km de Belém, la capitale de l'état du Pará.

## Histoire
Le nom de l'île, "Maiandeua", provient de la langue Tupi et signifie "Terre-Mère". L'île est aussi appelée Algodoal en raison de l'abondance de plantes indigènes connues sous le nom de coton de soie, encore présentes dans la région, dont les graines dispersées par la plante flottent dans le vent, avec des filets blancs qui rappellent le coton ("algodón"). Les premiers pêcheurs arrivés sur l'île au cours de la décennie de 1920 seraient à l'origine du surnom d'Algodoal.

## Géographie
L'île de Algodoal a une superficie d'environ 24 km2 (2400 hectares) occupée principalement par des plaines, des zones humides et des mangroves.
Algodoal est aussi le nom du plus grand village des quatre qui sont présents sur l'île. Les trois autres sont Fortalezinha, Camboinha et Mocoóca. Ces quatre villages sont séparés par la mangrove et par des canaux de marée.
La population totale de l'île est estimée à 1600 habitants, dont 1200 habitants dans le village de Algodoal, environ 400 habitants dans le village de Fortalezinha, 250 habitants dans le village de Mocoóca et environ 200 dans la ville de Camboinha.
Les habitants de l'île vivent principalement de la pêche, de l'agriculture de subsistance et, de plus en plus, du tourisme.

## Infrastructures
L'électricité n'a été introduite sur l'île qu'en janvier 2005 et la fourniture de l'eau est réalisée au moyen de puits artésiens. 
Les moyens de transport existants sur l'île sont le vélo, le bateau (à moteur ou à rame) et les carrioles tirées par des chevaux. Les véhicules terrestres à moteur ne peuvent pas entrer sur l'île.

## Environnement
La loi du 27 novembre 1990 a créé la zone de protection de l'environnement Algodoal / Maiandeua d'une superficie de 2378 hectares.
Certaines activités sont interdites au sein de la zone de protection:
- Le déploiement et l'exploitation d'industries potentiellement polluantes ;
- La réalisation de travaux de terrassement et de creusement de canaux ;
- Les activités qui peuvent causer l'érosion des terres ou l'envasement des zones humides ;
- Les activités qui menacent d'extinction les espèces du biotope local ;
- L'utilisation de biocides (pesticides, herbicides, etc.).

Conformément à l'article 15 de la loi n° 9.985/2000 qui a créé le Système national de conservation, les zones de protection de l'environnement sont de vastes zones en général, avec un certain degré d'occupation humaine, dotées d'attributs abiotique, biotique, esthétique ou culturel particulièrement importants pour la qualité de vie et le bien-être des populations humaines, avec des objectifs fondamentaux de protection de la diversité biologique et d'une utilisation durable des ressources naturelles.